# Toxorhina staplesi
Toxorhina staplesi är en tvåvingeart som beskrevs av Alexander 1973. Toxorhina staplesi ingår i släktet Toxorhina och familjen småharkrankar. Inga underarter finns listade i Catalogue of Life.